# Door de Graaf
Dorothy "Dodie" Sherston (Milnthorpe, 1 maart 1920 – Zeist, 2 januari 2011) later bekend als Door de Graaf was een Brits-Nederlands verzetsstrijdster en vertaalster die zich inzette voor de geheime organisatie Special Operations Executive (SOE). Sherston hield zich bezig met het ondersteunen van de Nederlandse Engelandvaarders die naar Engeland waren uitgeweken om met de geallieerden mee te vechten tegen de nazi's.

## Biografie

### Jeugd
Dorothy Sherston, vaak liefkozend Dodie genoemd, werd geboren op 1 maart 1920 op het landgoed Dallam Tower in het dorp Milnthorpe, gelegen in het South Lakeland district in het Engelse graafschap Westmorland, dat tegenwoordig onderdeel is van het graafschap Cumbria in het noordwesten van Engeland. Ze was de dochter van Geoffrey Sherston en Dorothy Peart Robinson. Haar moeder bezweek twee dagen na de geboorte aan kraamvrouwenkoorts. Geoffrey hertrouwde kort na het overlijden van zijn vrouw, namelijk met haar nicht Monica Barrett. Uit dit huwelijk werden geboren: Heather, Jill en Jack Sherston, Dorothy’s respectievelijke halfzus, halfzus en halfbroer.

### Verzet tijdens de oorlog

#### Blitzkrieg
Als de Tweede Wereldoorlog uitbreekt is Dorothy 19 jaar oud. Zij was geschokt door de verschrikkingen van de oorlog en wilde per se iets ondernemen. Als beambte van het ministerie van economische oorlogsvoering controleerde zij onder andere vrachtbrieven op tekenen van bedrog of verborgen wapens. Tijdens de Blitzkrieg reed zij met een ambulance door Londen, waar grote delen van de stad door bombardementen waren vernield.

#### Engelandvaarders
Na een bezoek aan de bioscoop met haar tante Ethel Dugdale, waar zij een film over de Nederlandse marine had bekeken, ontmoette zij de Nederlandse piloot Cor Sipkes in een restaurant in Chinatown, waar zij een tafel deelden. Hij introduceerde haar bij de Engelandvaarders die in Bayswater een tehuis hadden waar zij werden verwelkomd en verzorgd. Hier raakte zij bevriend met Sally Noach, een Joodse vluchteling, die in Lyon had bemiddeld voor Engelandvaarders, die op onwillige Nederlandse instanties waren gestuit, en die nog net op tijd zelf de wijk had genomen naar Engeland; hij leerde haar Nederlands. Mettertijd werd zij de gastvrouw en werd zij bijgenaamd Door. Aldaar ontving zij de vluchtelingen en hielp hen hun draai te vinden, zodat zij later als agenten van SOE aan de zijde van de geallieerden mee konden strijden. Zo leerde ze de Nederlander Peter Tazelaar kennen, met wie zij trouwde. Dit huwelijk hield echter niet lang stand. Ook ontmoette ze de Nederlander Kas de Graaf, met wie ze na de oorlog naar Nederland vertrok en met wie ze in 1946 trouwde. In Nederland werkte ze nog een jaar voor de speciale eenheden. Dorothy heette nu officieel Door de Graaf. Uit dit huwelijk werden vier kinderen geboren, te weten Jeff, Martje, Kasper en Marc. Door ging nu als burger-employée aan het werk als vertaalster. Eerst voor Shell, vervolgens voor het Internationaal Gerechtshof in Den Haag en later voor het Ministerie van Buitenlandse Zaken.

### Leven na de scheiding
In het midden van de jaren zestig kwam ook dit huwelijk ten einde. Op dat moment was het feminisme sterk in opkomst en Door, van mening dat vrouwen zich persoonlijk, zakelijk en artistiek moesten kunnen ontwikkelen op een veilige plek, richtte een Vrouwenschool op. Ook deed zij veel moeite goede psychische zorg voor haar oudste zoon te vinden, die langdurig psychische problemen ondervond. Gefrustreerd door de tekortkomingen van de bureaucratische, procesmatig gedreven psychische gezondheidszorg van die tijd, richtte zij samen met andere ouders de Cliëntenbond op die ook vandaag de dag nog actief is.

### Antroposofie
In 1980 ging Door psychotherapeutische trainingen verzorgen gebaseerd op antroposofische grondslag, zoals: Het kind in jezelf, Vrede op mensenmaat en Oefengroep Authenciteit. In datzelfde jaar ontmoette ze de Steinerdocent en kunstenaar Frans Reuvers. Samen hebben zij frequent antroposofische cursussen verzorgd. Door was begaan met de minderbedeelden en de verschoppelingen. Zij steunde milieucampagnes en verzette zich tegen oorlog. Samen met Reuvers bezocht ze regelmatig Marokko, waar zij hechte banden smeedden met de lokale bevolking.

### Dood
In 1998 overleed Doors oudste zoon op 51-jarige leeftijd. Door woonde meer dan zestig jaar in Nederland, maar is altijd in contact gebleven met haar halfzussen en halfbroer. In 2000 kwamen zij nog eenmaal samen voor een broer-zussen-diner in Richmond. Enkele maanden later overleed haar halfbroer Jack na een kort ziekbed. In mei 2010 overleed haar man Frans Reuvers. Na nog een halfjaar in hun woning in Zutphen te hebben gewoond, verhuisde zij naar Huize Valckenbosch in Zeist, een woonzorghuis op antroposofische grondslag, waar zij zeven maanden later overleed, op 2 januari 2011. Dorothy de Graaf-Sherston is 90 jaar oud geworden.